# Hősök
Gli Hősök sono un gruppo rap-hip hop ungherese formatasi a Veszprém nel 2001.
Il gruppo nacque da due piccoli gruppi locali residenti nella provincia di Veszprém tali Ammóniaszökevények e Őrült Oldal, che decisero di unirsi in un unico gruppo, gli Hősök (che significa "eroi").
Il primo album del gruppo, Szóhisztéria, venne registrato nello studio di Szombathely nel 2002.

Gli Hősök sono un gruppo molto popolare in Ungheria e recentemente hanno superato circa un milione di visualizzazioni per singolo nei loro video musicali su YouTube. Le loro canzoni sono tutte in lingua ungherese.

## Formazione
- Barcza Sándor "Brash"
- Baranyai Dániel "Eckü"
- Komjáti Ádám "Joeker"
- Ozsváth Gergely "Mentha"

## Discografia
- 2002 – Szóhisztéria
- 2003 – Nyelvtan
- 2008 – Klasszik
- 2011 – Négy Évszak